# Abbottina obtusirostris
Abbottina obtusirostris är en fiskart som först beskrevs av Wu och Wang, 1931.  Abbottina obtusirostris ingår i släktet Abbottina och familjen karpfiskar. Inga underarter finns listade i Catalogue of Life.